# K-MIX Studio 9
K-MIX Studio 9（ケイミックス スタジオ ナイン）は、静岡エフエム放送 （K-MIX）が月曜日から木曜日の21時00分 - 22時00分に放送していたラジオ番組である。

## 概要
日替わりでアナウンサーが登場するリクエスト番組。「『ラジオ（radiko）をつけるまで、誰が出てくるのかわからない！』ビックリ箱プログラム！」をコンセプトにしている。
メールやTwitterで寄せられたリスナーからのリクエストやメッセージを紹介することを主体に番組は進行する。
サプライズ企画として、各曜日のパーソナリティが入れ替わって出演する事がある。
歴史
- 2012年4月2日 - 番組開始。
- 2012年12月17日 - 20日 - view-st.Shizuoka"NOA"から公開生放送を実施。
- 2013年2月25日（月）-27日（水） - ゲストが生出演。
（月）加藤ひさし(ザ・コレクターズ)、（火）拝郷メイコ・磯貝サイモン、（水）Jam9
- 2013年2月27日 - パーソナリティを高橋正純が担当。
- 2013年3月25日 - 廣木担当の最終回。オープニングに山本シュウがサプライズ出演。
山本は、本番組の直前に放送されるLove in Actionにも出演している。
- 2013年3月28日 - オープニングに、全出演者が揃って登場した[2]。番組終了。

## パーソナリティ
- 月曜日：廣木弓子
- 火曜日：西連地あゆみ
- 水曜日：南真世
- 木曜日：日下純

## コーナー
- 21:20頃 - 
  - スタ９オフトーク！
各パーソナリティが担当している生ワイド番組で紹介しきれなかったリスナーからのメッセージなどを紹介する。
  - お父さんのための、茨城弁講座！（火曜日・終了）
茨城県ひたちなか市出身の新人アナウンサー西連地が茨城弁で話すコーナー。毎週茨城弁を一つ紹介し、解説する。
- 21:30頃 - Music 4 Sence
週替わりのゲストが、日替わりのテーマでコメント出演する。